# Jean Le Peltier
Jean Le Peltier (Fontainebleau, 1985) è un attore e regista belga, vincitore del Premio Magritte per il migliore attore nel 2022.

## Biografia
Attore e regista, debutta nel 2019 ottenendo il successo con l'interpretazione di Alex in La folle vita.

## Filmografia
- Trop belge pour toi, regia di Raphaël Balboni (2019)
- La folle vita (Une vie démente), regia di Ann Sirot e Raphaël Balboni (2020)
- Mon légionnaire, regia di Rachel Lang (2021)
- Sguardo maschile - Compagnia a 3 (The Male Gaze: Three's Company), registi vari

## Premi e riconoscimenti
Premio Magritte - 2022
Miglior attore per La folle vita (Une vie démente)